# Over the Hills and Far Away (album)
 For alternative betydninger, se Over the Hills and Far Away. (Se også artikler, som begynder med Over the Hills and Far Away)
Over The Hills And Far Away er en EP udgivet af det finske band Nightwish
optaget i Caverock and Finnvox Studios i februar, marts 2001.

## Sange
1. "Over The Hills And Far Away"
2. "Tenth Man Down"
3. "Away"
4. "Astral Romance" (remake)

Drakkar version
1. "The Kinslayer" (live)
2. "She Is My Sin" (live)
3. "Sacrament Of Wilderness" (live)
4. "Walking In The Air" (live)
5. "Wishmaster" (live)
6. "Deep Silent Complete" (live)